# Sessea corymbiflora
Sessea corymbiflora là loài thực vật có hoa trong họ Cà. Loài này được Goudot ex Rich. Taylor & R. Phillips miêu tả khoa học đầu tiên năm 1828.